# Казанова (фильм, 1987)
«Казанова» (англ. Casanova) — телевизионный биографический фильм 1987 года режиссёра Саймона Лэнгтона. В фильме изображены реальные события из жизни Джакомо Казановы.

## Сюжет
История жизни знаменитого Казановы от подростковых годов до старости. Путешествуя по Европе, легендарный соблазнитель меняет одну женщину за другой. Мелькают, сменяя друг друга, любовные истории и приключения. В конце жизни Казанова уединяется в Богемии, где собирается написать свои мемуары. Но нет покоя состарившемуся ловеласу, пока жив его старый соперник Разетта…

## В ролях
- Ричард Чемберлен — Джакомо Казанова
- Фэй Данауэй — мадам Д’Юрфе
- Сильвия Кристель — Маддалена
- Орнелла Мути — Генриэтта
- Ханна Шигулла — мать Казановы
- Софи Уорд — Жаклин
- Фрэнк Финлей — Разетта
- Рой Киннер — Бальби
- Кеннет Колли — Ле Дюк
- Ричард Гриффитс — кардинал
- Патрик Райкард — Де Бернис
- Жан-Пьер Кассель — Людовик XV
- Тоби Ролт — Джакомо Казанова в молодости
- Брюс Перчейз — майор Гранди
- Трейси Линд — Хайди
- Дженис ли Бенс — Луизон
- Кристофер Бенджамин — Массимо
- Джон Уэллс — судья
- Майкл Бальфур — тюремщик
- Джон Босуэлл — прокурор
- Марина Бейкер — Лукреция
- Джессика Мур — Анжелика
- Айтана Санчес-Хихон — Тереза
- Фернандо Хилбек — Гримани

## Премии и номинации
- 1987 — номинация на премию «Эмми», лучший дизайн костюмов